# Ashraf Ghani
Ashraf Ghani Ahmadzai (pashto:  اشرف غني احمدزی, persisk: اشرف غنی احمدزی, født 19. maj 1949 i Logar, Afghanistan) er en afghansk politiker, der var Afghanistans præsident siden valget i 2014 indtil Taliban genvandt magten i Afghanistan 15. august 2021. Han er uddannet politolog og antropolog og har tidligere været finansminister samt rektor for Kabuls Universitet.
Han bliver normalt blot kaldt Ashraf Ghani, idet Ahmadzai er navnet på hans stamme, som nogle pashtuner, som Ghani, bruger som efternavn.
Den 15. august 2021 udtalte embedsmænd i Afghanistan at Ghani var flygtet ud af præsidentpaladset søndag morgen og hen til den amerikanske ambassade og at han derfra havde forladt Afghanistan efter Taliban igen havde erobret Kabul. Ashraf Ghani bekræftede selv dette, og erkendte at Taliban har vundet krigen. 

## Biografi
Ashraf Ghani er uddannet i statskundskab og international politik fra American University of Beirut i Libanon og har en ph.d i antropologi fra Columbia University i USA. Han har undervist ved Kabuls Universitet (Afghanistan) 1973-1977, Aarhus Universitet (Danmark) 1977, Berkeley University (USA) 1983 og Johns Hopkins University (USA) 1983-1991.
Fra 1991 til 2001 arbejdede Ashraf Ghani i Verdensbanken. Han vendte tilbage til Afghanistan i 2001, hvor han var finansminister 2002-2004.
Ved præsidentvalget i 2009 blev han nummer fire med kun 2,94 % af stemmerne efter Hamid Karzai (49,67 %), Abdullah Abdullah (30,59 %) og Ramazan Bashardost (10,46 %).

### Præsident fra 2014
Ved præsidentvalget i 2014 blev han i første valgrunde nr. 2 med 31,56 % af stemmerne efter Abdullah Abdullah med 45,00 %. De to gik videre til anden valgrunde som blev afholdt 14. juni 2014. Det blev anset at være til Ghanis fordel ved valget mellem ham og Abdullah Abdullah (som er tadsjiker), at Ghani er etnisk pashtun, da pashtunerne udgør flertallet af Afghanistans befolkning, og mange vælgere stemmer efter etnisk tilhørsforhold. Valget blev først endelig afgjort 21. september 2014 efter måneders strid med beskyldninger om omfattende valgvsindel hvor Afghanistans valgkommission erklærede Ashraf Ghani som vinder af valget, men uden at offentlige stemmetal.
Valgresultatet kom dagen efter at de to præsidentkandidater havde indgået en aftale om samlingsregering i Afghanistan.
Aftalen som blev underskrevet 21. september indebar at Ashfar Ghani blev præsident, mens Abdullah Abdullah fik en nyoprettet post kaldet administrerende direktør, som blev sammenlignet med at være statsminister.